# Ulog
Ulog (en serbe cyrillique : Улог) est un village de Bosnie-Herzégovine. Il est situé dans la municipalité de Kalinovik et dans la république serbe de Bosnie. Selon les premiers résultats du recensement bosnien de 2013, il compte 61 habitants.

## Géographie
Ulog est situé sur les bords de la Neretva.

## Démographie

### Évolution historique de la population dans la localité
| 1948 | 1953 | 1961 | 1971 | 1981 | 1991 | 2013 |
| ---- | ---- | ---- | ---- | ---- | ---- | ---- |
| -    | -    | 470  | 291  | 205  | 102, | 61   |

|  |

### Communauté locale
En 1991, la communauté locale d'Ulog comptait 373 habitants, répartis de la manière suivante :